# Biograd na Moru
Biograd na Moru este un oraș în cantonul Zadar, Croația, având o populație de 5.569 de locuitori (2011).

## Demografie
Componența etnică a orașului Biograd na Moru
     Croați (95,31%)
     Sârbi (1,9%)
     Necunoscut (0,31%)
     Neclasificat (1,92%)
Componența confesională a orașului Biograd na Moru
     Catolici (90,5%)
     Fără religie și atei (3,93%)
     Ortodocși (1,81%)
     Necunoscută (1,67%)
     Alte religii (2,08%)
Conform recensământului din 2011, orașul Biograd na Moru avea 5.569 de locuitori. Din punct de vedere etnic, majoritatea locuitorilor (95,31%) erau croați, cu o minoritate de sârbi (1,9%). Apartenența etnică nu este cunoscută în cazul a 0,31% din locuitori. Din punct de vedere confesional, majoritatea locuitorilor (90,5%) erau catolici, existând și minorități de persoane fără religie și atei (3,93%) și ortodocși (1,81%). Pentru 1,67% din locuitori nu este cunoscută apartenența confesională.